# Paolo Maria Mondìo
Paolo Maria Mondìo (Messina, 30 augustus 1795 – Santa Lucia del Mela, 4 september 1857) was een Rooms prelaat op Sicilië, in het koninkrijk der Beide Siciliën.

## Levensloop
Mondìo behoorde tot een adellijke familie in Messina, waar hij opgroeide. Zijn ouders waren don Francesco Mondìo en donna Giuseppa Leonardi. Mondìo behaalde het diploma in canoniek recht en werd tot priester gewijd. Hij ging aan de slag op het aartsbisdom Messina als adjunct-vicaris-generaal.
In 1850 verkoos het kapittel van Santa Lucia del Mela hem tot hun territoriale prelaat. Santa Lucia del Mela was een territoriale pauselijke prelatuur, dit wil zeggen een prelatura nullius of prelatuur zonder bisschoppelijk gezag (nullius) en derhalve rechtstreeks onder pauselijk gezag. Paus Pius IX verleende Mondìo vervolgens de eretitel van bisschop van Miriofito (1852), een opgedoekt bisdom in Mürefte, in het Turkse district Şarköy.
Hij stierf in het prelatuurpaleis van Santa Lucia del Mala in het jaar 1857, waarna zijn bezittingen bij testament naar de armen gingen.